# Lixheim
Lixheim település Franciaországban, Moselle megyében. Lakosainak száma 564 fő (2022. január 1.). Lixheim Brouviller, Fleisheim, Hérange, Schalbach és Vieux-Lixheim községekkel határos.

## Népesség
A település népességének változása:
| Lakosok száma | 630  | 588  | 527  | 560  | 616  | 606  | 579  | 591  | 589  | 564  |
|               | 1968 | 1982 | 1990 | 2006 | 2013 | 2015 | 2017 | 2019 | 2020 | 2022 |